# Гамбит Греко (итальянская партия)
Гамби́т Гре́ко — гамбитное продолжение в итальянской партии, возникающее после ходов: 
 1. e2-e4 e7-e5 
 2. Kg1-f3 Kb8-c6 
 3. Cf1-c4 Cf8-c5 
 4. c2-c3 Кg8-f6 
 5. d2-d4 e5:d4 
 6. c3:d4 Сc5-b4+ 
 7. Кb1-c3.
Относится к открытым началам.

## Идеи дебюта
Белые жертвуют пешку (а в ряде случаев и две пешки), стремясь опередить соперника в развитии и развить опасную атаку. Данный дебют требует от чёрных точной игры.

## История
Дебют назван по имени итальянского шахматиста XVII века Джоакино Греко, предложившего в своих трактатах данное продолжение итальянской партии. Впоследствии гамбит периодически применяли Вильгельм Стейниц, Макс Эйве, Пауль Керес.

## Варианты

### Классическое продолжение
- 7. …Kf6:e4 8. 0-0 — наиболее распространённое продолжение.
  - 8. …Кe4:c3 — вариант Греко.
    - 9. b2:c3 Сb4:c3
      - 10. Фd1-b3 d7-d5 — вариант Бернштейна.
      - 10. Сc1-a3 — вариант Эйткена.

  - 8. …Сb4:c3
    - 9. b2:c3 d7-d5 10. Сc1-a3 — вариант Стейница.
    - 9. d4-d5 — атака Мёллера — Теркаца.
      - 9. …Сc3-f6 10. Лf1-e1 Кc6-e7 11. Лe1:e4 d7-d6
        - 12. Сc1-g5 Сf6:g5 13. Кf3:g5 0-0 14. Кg5:h7 — вариант Теркаца — Герцога.
        - 12. g2-g4 — «Штыковая атака».

### Другие варианты
- 7. …d7-d5 8. e4:d5 Кf6:d5 9. 0-0! — с преимуществом у белых (комбинация была применена В.Стейницем в знаменитой партии против Барделебена в ходе международного турнира в Гастингсе в 1895 году).
- 7. …0-0 8. e4-e5 Кf6-e4 9. 0-0
  - 9. …Сb4:c3 10. b2:c3 d7-d5! — с преимуществом у чёрных.
  - 9. …Кe4:c3? 10. b2:c3 Сb4:c3 11. Кf3-g5 Сc3:a1 12. Фd1-h5 h7-h6 13. Кg5:f7 Лf8:f7
    - 14. Сc4:f7 Крg8-f8 15. Сf7-d5 — с многоходовым выигрышем.
    - 14. Фh5-f7+ Крg8-h8 15. Cc1-g5!! — с форсированным выигрышем.

## Примерная партия
- Джоакино Греко — NN, 1620[1]

1. e2-e4 e7-e5 2. Kg1-f3 Kb8-c6 3. Cf1-c4 Cf8-c5 4. c2-c3 Кg8-f6 5. d2-d4 e5:d4 6. c3:d4 Сc5-b4+ 7. Кb1-c3 Kf6:e4 8. 0-0 Кe4:c3 9. b2:c3 Сb4:c3 10. Фd1-b3 Сc3:a1 11. Сc4:f7+ Крe8-f8 12. Сc1-g5 Кc6-e7 13. Кf3-e5 Сa1:d4 14. Сf7-g6 d7-d5 15. Фb3-f3+ Сc8-f5 16. Сg6:f5 Сd4:e5 17. Сf5-e6+ Сe5-f6 18. Сg5:f6 g7:f6 19. Фf3:f6+ Крf8-e8 20. Фf6-f7х.